# Reiner Dahlen
Reiner Dahlen (* 11. August 1837 in Köln; † 25. April 1874 in Düsseldorf) war ein deutscher Maler der Düsseldorfer Schule.

## Leben
Dahlen, als Sattler ausgebildet, war im Malen zunächst Autodidakt. In den Jahren 1858 bis 1859 besuchte er mit der Hilfe von Gönnern die Kunstakademie Düsseldorf. Dort waren Josef Wintergerst und Andreas Müller seine Lehrer. Dahlen wurde Mitglied des Künstlervereins Malkasten. Otto Scholderer, Philipp Röth und Hans Thoma zählte er zu seinen Freunden. Dahlen unternahm Reisen nach Nordamerika und England. Auch in Paris hielt er sich kürzere Zeit auf. Seine Malerei zeigt eine Vorliebe für Alltagsszenen, die er als einer der ersten Vertreter der Düsseldorfer Schule naturalistisch wiedergab. Einige seiner Motive wurden als Lithografien in der Gartenlaube vervielfältigt. Dahlen, der mit seiner Frau Caroline, einer Genremalerin, zwei Töchter hatte, Eleonore (Nora) und Maria, starb an einem „Lungenleiden“. Maria wurde Blumenmalerin. Nora (* 1869; † nach 1919) wurde Tiermalerin und Mitglied der Bewegung Das Junge Rheinland. Sie war eine Freundin von Walter Ophey.

## Werke (Auswahl)
- Pferde auf der Koppel, 1868
- Straße in London (Straße in einer englischen Stadt), um 1870, Museum Kunstpalast, Düsseldorf
- Der Angler, um 1870, Museum Kunstpalast, Düsseldorf[8]
- Winterlandschaft mit Hochwild
- Pferdemarkt
- Schäfer und Herde
- Post im Schnee